# Aşağıdere, Ilgaz
Aşağıdere là một xã thuộc huyện Ilgaz, tỉnh Çankırı, Thổ Nhĩ Kỳ. Dân số thời điểm năm 2010 là 17 người.